# Overgewicht
Van overgewicht (of dik zijn) is sprake als er een overschrijding is van het normale vetgehalte in het lichaam. Lichaamsgewicht en -lengte zijn niet meer in de juiste verhouding.
 Mensen met overgewicht hebben een Body Mass Index van 25 tot 30 kg/m², bij meer dan 30 spreekt men van ernstig overgewicht oftewel obesitas.

BMI (Body Mass Index)

 In 2023 had meer dan de helft van de volwassenen in Nederland overgewicht en 16% obesitas. In 2050 zal naar verwachting 64% van de Nederlanders overgewicht hebben, met de hoogste stijging onder jongvolwassenen.

## Oorzaken
Overgewicht kan diverse oorzaken hebben, maar meestal is er sprake van een onevenwichtige verhouding tussen energieverbruik en -opname. Anders gezegd: onvoldoende lichaamsbeweging in combinatie met te veel en/of ongezond eten (zoals bijvoorbeeld gemaksvoedsel, ultrabewerkte voeding, te veel suiker en suikerrijke producten).

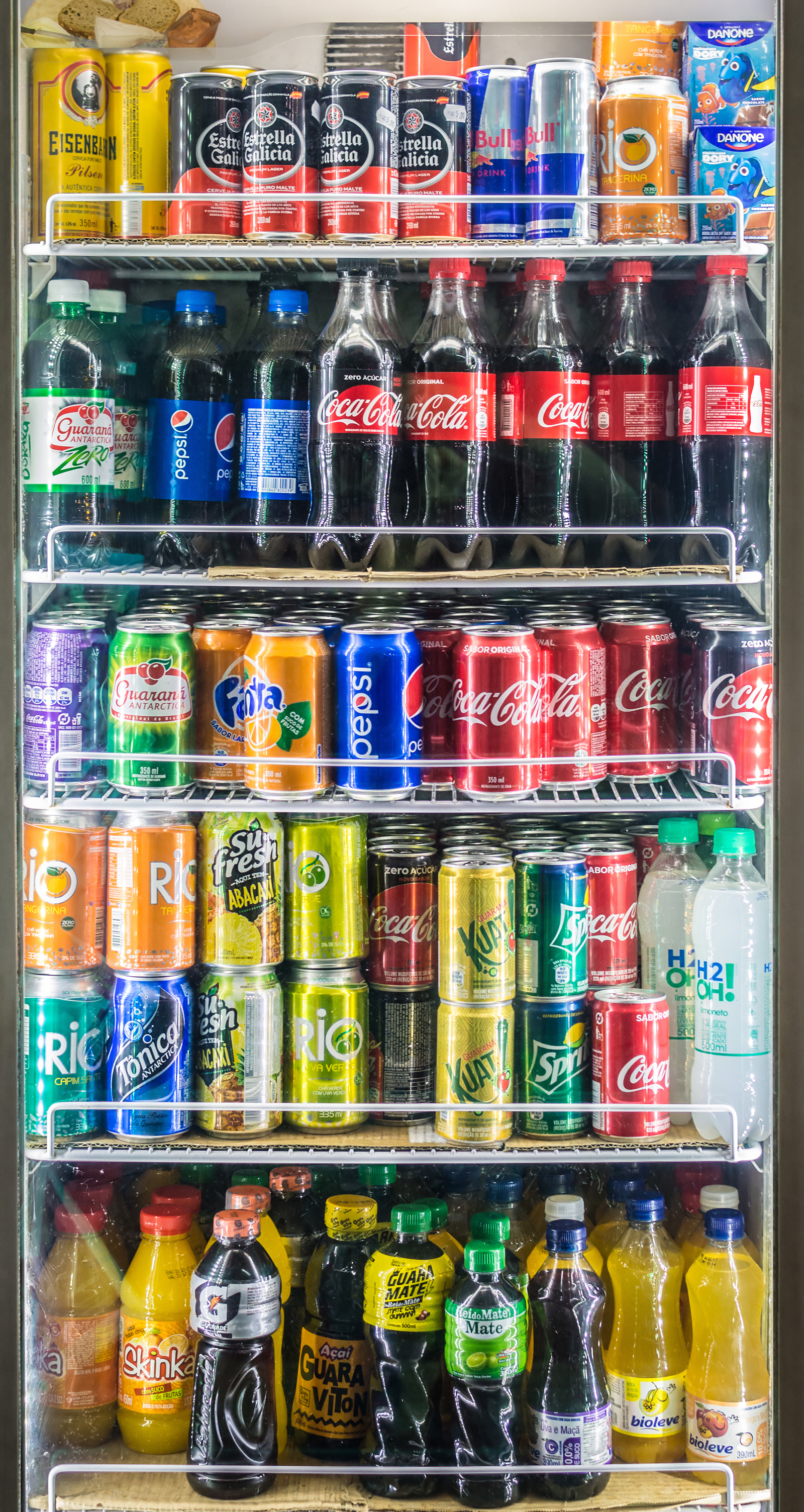
Suikerhoudende frisdrank als een van de oorzaken van overgewicht.

 Andere oorzaken kunnen onder andere zijn eetstoornissen, erfelijke aandoeningen, alcoholisme, medicijngebruik en bovenmatige stress. 

## Gevolgen voor de gezondheid
De gevolgen van overgewicht voor de gezondheid zijn vaak groot. Zo kan er een verhoogd risico zijn op onder andere welvaartsziekten als hoge bloeddruk, diabetes type 2 (suikerziekte), bepaalde vormen van kanker en hart- en vaatziekten. Ook kan er bijvoorbeeld een hogere kans zijn op galstenen, rug- en gewrichtsproblemen en een verstoorde of onvoldoende slaap.

## Economische gevolgen
De gevolgen van overgewicht voor de economie zijn groot. Uit een onderzoek uit 2022 van onder andere de Universiteit Maastricht bleek dat de totale kosten van overgewicht en obesitas samen bij volwassenen in Nederland ruim 79 miljard euro per jaar bedragen. Verder blijkt in het algemeen dat hoe lager het inkomen, des te vaker overgewicht voorkomt. De enige uitzondering is de laagste inkomensklasse, daar komt overgewicht minder vaak voor dan degenen in één inkomensklasse hoger.